# Monopeltis vanderysti
Espèce
Synonymes
- Monopeltis lujae Witte, 1922
- Monopeltis vanderysti vilhenai Laurent, 1954

Monopeltis vanderysti est une espèce d'amphisbènes de la famille des Amphisbaenidae.

## Répartition
Cette espèce se rencontre en République démocratique du Congo et en Angola.

## Liste des sous-espèces
Selon The Reptile Database (17 décembre 2013) :
- Monopeltis vanderysti vanderysti de Witte, 1922
- Monopeltis vanderysti closei Laurent, 1954
- Monopeltis vanderysti lujae de Witte, 1922

## Étymologie
Cette espèce est nommée en l'honneur de l'abbé missionnaire belge Hyacinthe Vanderyst (1860-1934).

## Publications originales
- Laurent, 1954 : Reptiles et batraciens de la région de Dundo (Angola) (Deuxième note). Companhia de Diamantes de Angola (Diamang), Serviços Culturais, Publicações Culturais, no 23, p. 37-84.
- de Witte, 1922 : Description de reptiles nouveaux du Congo Belge. Revue de Zoologie Africaine, vol. 10, no 2, p. 66-71 (texte intégral).